# Iñaki Epelde
Iñaki Epelde Mundiñano (Tolosa, 1958-2013) fue artista tolosarra, vascófilo y agente cultural.

## Biografía
Iñaki nació y vivió en Tolosa, pero sus padres eran de Txarama y de Alzo. Creció  con cuatro hermanos en el barrio de Berazubi de Tolosa. Estudió en los Escolapios de Tolosa y posteriormente cursó estudios de Historia en la  Campus de San Sebastián de la Universidad de Deusto. Además de su carrera artística, trabajó en la Ikastola Laskorain, en la Casa de Cultura de Antonio María Labaien y en EITB. Se casó y tuvo tres hijos.
Iñaki realizó la mayoría de sus obras como pintor, pero también cultivó otros muchos ámbitos de la cultura.

## Premios y menciones más significativas
1982: Seleccionado para la exposición internacional Arteder.
1984: Seleccionado para el concurso de pintura  de Artistas Noveles del País Vasco.
1990: Accésit en el concurso de pintura de Osakidetza.
1991: Primer premio en el concurso Café Iruña de Tolosa con el diseño del cartel para el concurso coral internacional de Masas corales  de Tolosa.
1992: Primer premio en el  concurso Café Iruña de Tolosa con el diseño del cartel del concurso coral internacional de Masas corales de Tolosa.
1996: Segundo premio de pintura en el concurso Imagínate  Euskadi del Banco Central-Hispano
2008: XIII. Seleccionado en el premio de pintura BMW.
2008: "El monstruo que llevo dentro", seleccionada para el competición de la Fundación Centenera.

## Pintura

### Exposiciones
1979
- En Caja Laboral de Tolosa junto a su hermano Patxi.
1980
- Exposición colectiva de pintores guipuzcoanos en el Casino de Tolosa.
1981
- Homenaje a Picasso en la Galería Ikusmira de Pasaia.
1982

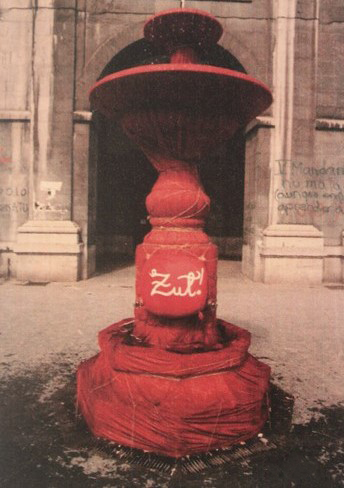
Zut! Fuente del paseo de San Francisco de Tolosa.

- Exposición colectiva en la Feria Internacional de Arte Gráfico de Bilbao.
1984
-  Exposición colectiva del grupo Zut! en el Palacio Aranburu de Tolosa.
1988
- Exposición colectiva de Obra Gráfica en la Casa de Cultura de Tolosa.
1992
- Exposición en la Galería Zazpi de Zarautz.
1993
- Exposición junto a su hermano Patxi en la Casa de Cultura de Tolosa.
- Exposición conjunta con José Luis Longarón en el Palacio Barrena de Ordizia.
1994
- Exposición en la sala Gurea de Villabona.
1996
- Exposición en la galería Gaspar de Rentería.
- Exposición en el Ayuntamiento de Alzo.
- Exposición itinerante (San Sebastián, Vitoria, Bilbao) en los premios Imagínate Euskadi organizado por BCH.
1997
- Exposición en el Palacio Aranburu de Tolosa.
1998
- Exposición en la Sala de Mixtos del Fuerte en Pamplona.
- Exposición colectiva a favor de la Ikastola de Beasáin.
1999
- Exposición colectiva en la sala Aterpe de Beasáin.
- Para conseguir ayuda para Elkarri, participó en la exposición de serigrafía organizada por Arteleku.
- Exposición colectiva Fondos del Ayuntamiento de Tolosa en el Palacio Aranburu.
2000
- Exposición en la galería Laia de Zumaia.
- Junto con J.L. Longarón y K. Jauregi, exposición  en la galería Pincel de Pamplona en su 20 aniversario.
- Exposición en Donostia Boulevard 1, Sala Kutur de Kutxa.
2001
- Exposición colectiva de obra gráfica Okugraph en el Palacio Aranburu de Tolosa.
- Exposición de las últimas compras del Patrimonio Artístico de Kutxa. Boulevard 1 Sala Kutxa en Donostia.
2002
- Exposición colectiva de Navidad en la Galería Ekain de Donostia.
2003
- Exposición "Txarama" en la Galería Ekain en Donostia.
- Exposición colectiva itinerante "Nunca mais" a favor de los damnificados en el desastre del Prestige.
- Exposición colectiva de obras gráficas y originales en Mondragón.
2004
- Exposición colectiva en homenaje a Agustín Salinas en la galería Mailope de Arribe. Navarra.
- Exposición en la galería Epelde & Mardaras. Bilbao.
- Exposición colectiva de obras gráficas y originales en Mondragón.
2005
- Exposición colectiva itinerante Encuentos.
2006
- Exposición colectiva en la Casa de Cultura de Lekunberri y en la Galería Mailope de Arribe. Navarra.

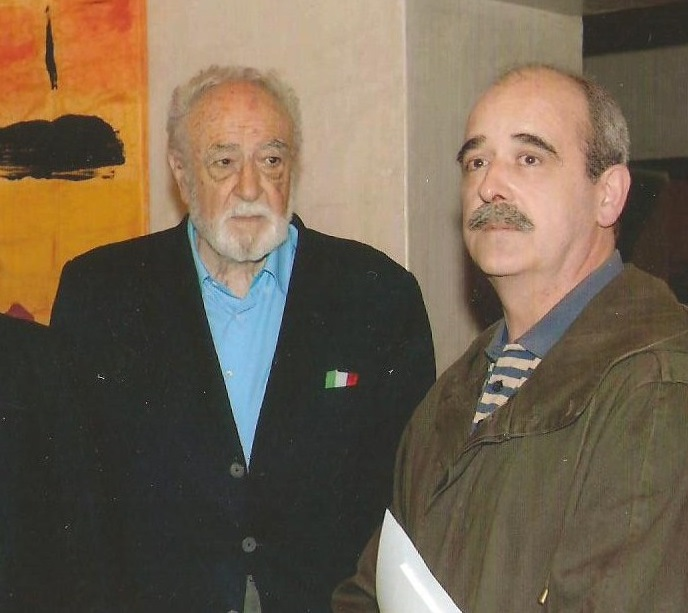
2007 Exposición en el Palacio Aranburu de Tolosa junto a Néstor Basterretxea.

-Exposición colectiva itinerante por Navarra a favor del Nafarroa oinez.
- Exposición titulada "Oihartzunak" (Ecos) en la galería Ekain de Donostia.
- Exposición colectiva en el Mercado de la Ribera de Bilbao. Galería Epelde & Mardaras. Bilbao
- Exposición con Nestor Basterretxea en el 50 aniversario del CIT-TEE. Palacio Aranburu. Tolosa.
2008
- Exposición colectiva de los seleccionados en el Primer Concurso de dibujo contemporáneo. Fundación Centenera Jaraba..
- Exposición colectiva de premiados y finalistas en el BMV XXIII de pintura en el Centro Cultural La Vaguada. Madrid.
- Pintxos y arte: arte de ver y degustar, exposición colectiva en la galería Epelde & Mardaras. Bilbao.
2012

- Exposición de los hermanos Epelde en la Casa de Cultura Algereki. Monte. Zuberoa. 

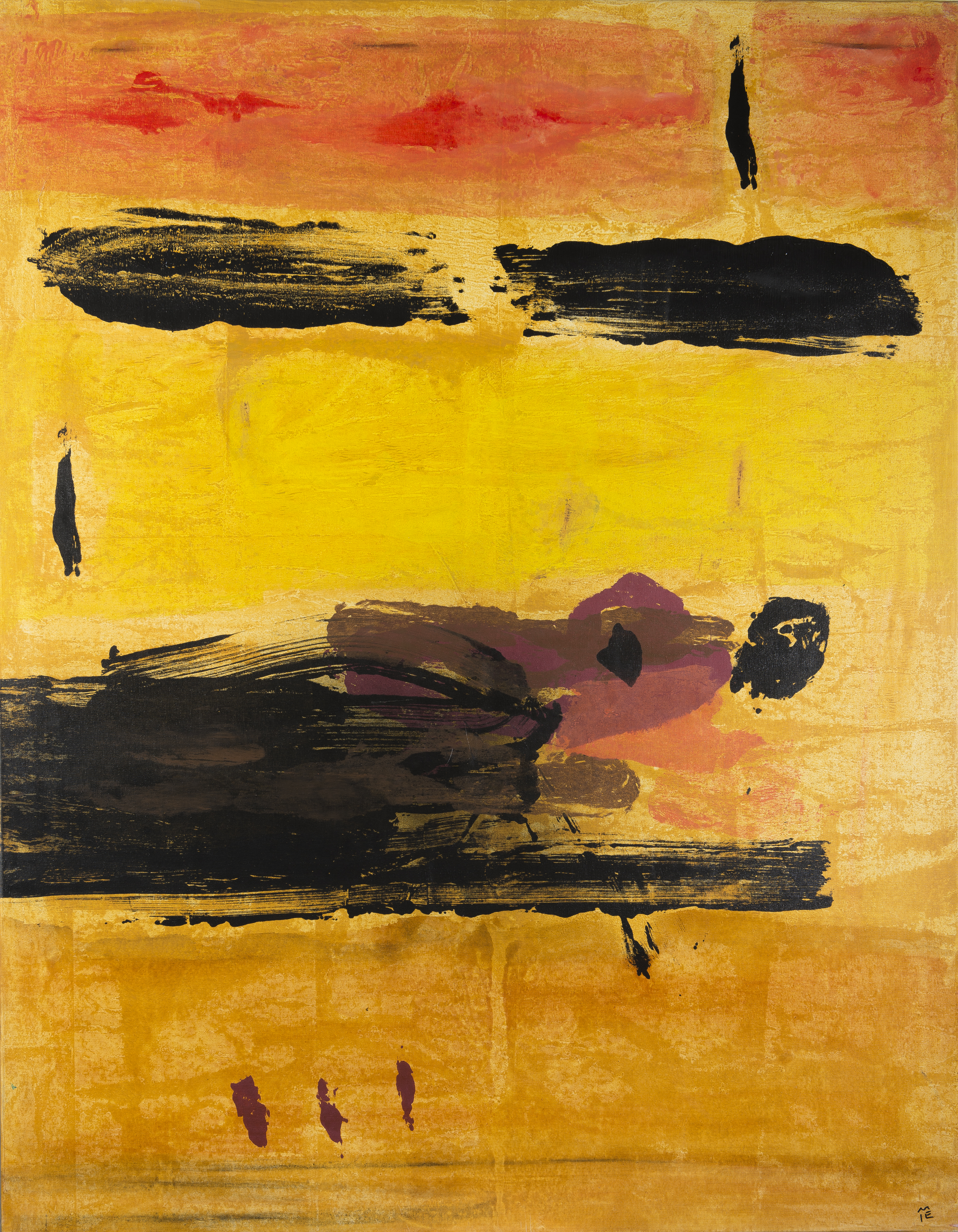
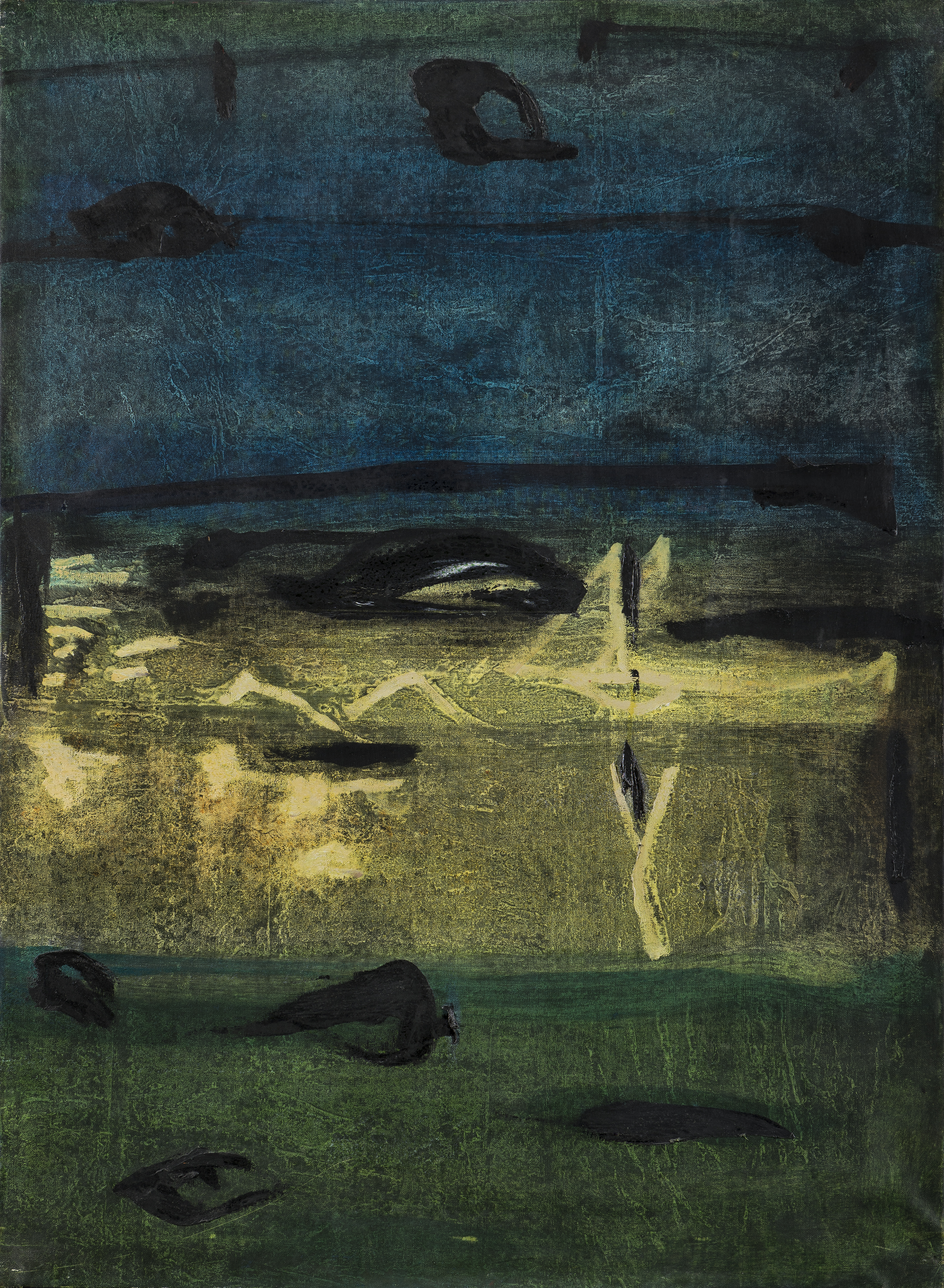
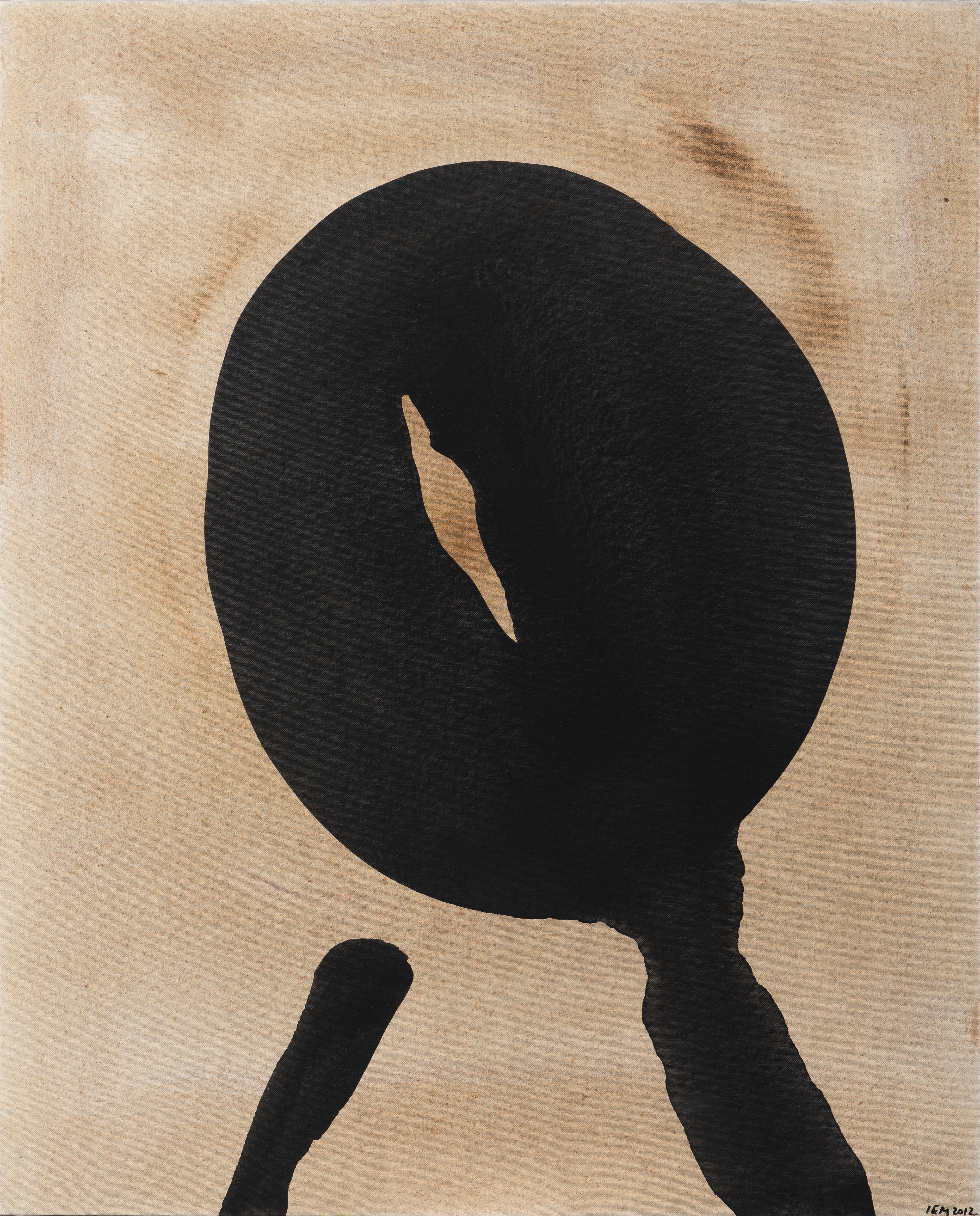
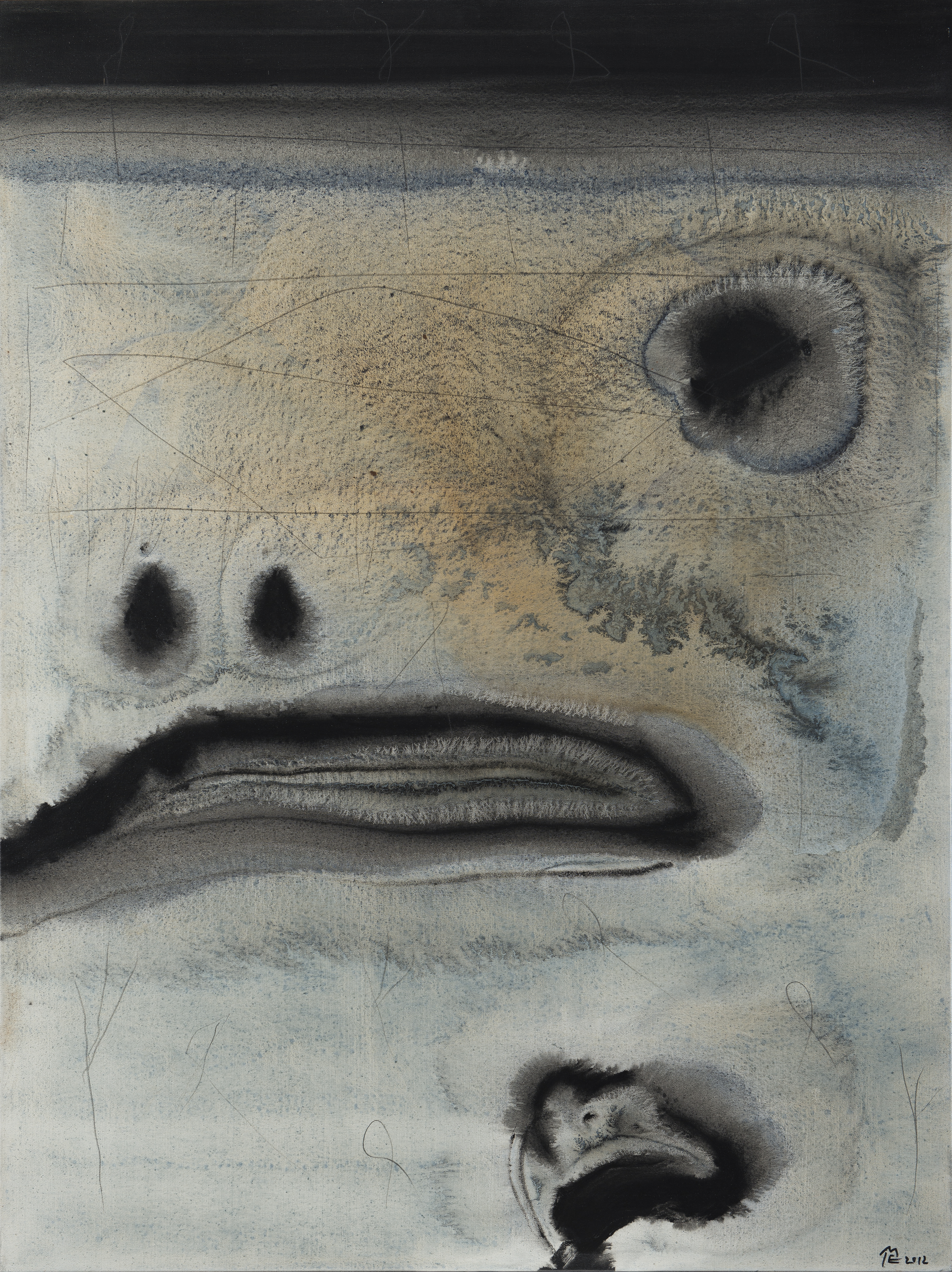

## Otros

### Enseñanza

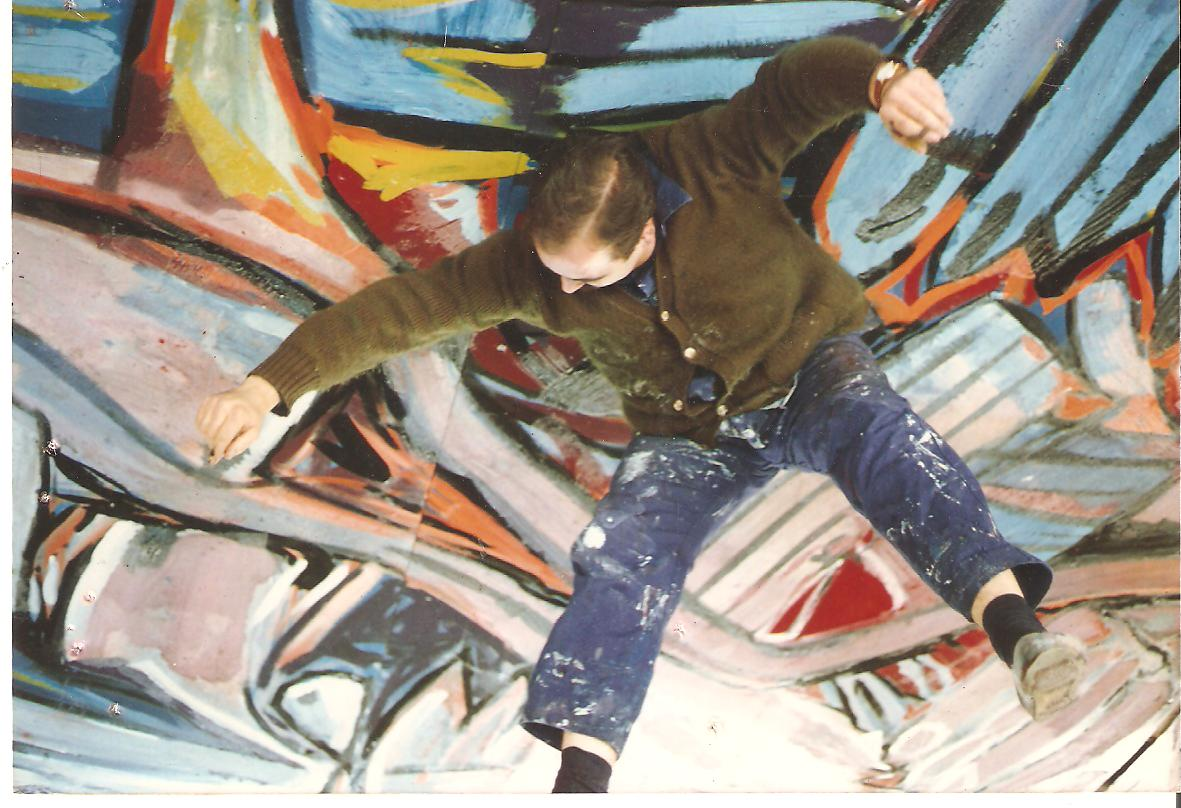
Mural de la Plaza del País Vasco de Tolosa 1988

Profesor de artes plásticas en el CIT-TEE, Ikastola Laskorain y Casa de Cultura de Tolosa en las décadas 80 y 90

### Murales
1982. Mural en la escuela de sordos Aransgi de Tolosa.
1988. Mural junto a J. L.  Longarón, K. Jauregi y J. Mª Hernández en los techos de los arcos de la plaza Euskal Herria  de Tolosa.
1996. Mural en la ikastola Laskorain de Usabal junto a J. L. Longaron.
1997. Mural en el frontón Uzturpe junto a J. L. Longaron. Tolosa.
2002. Mural en la bóveda del quiosco de la Plaza Nueva de Tolosa.

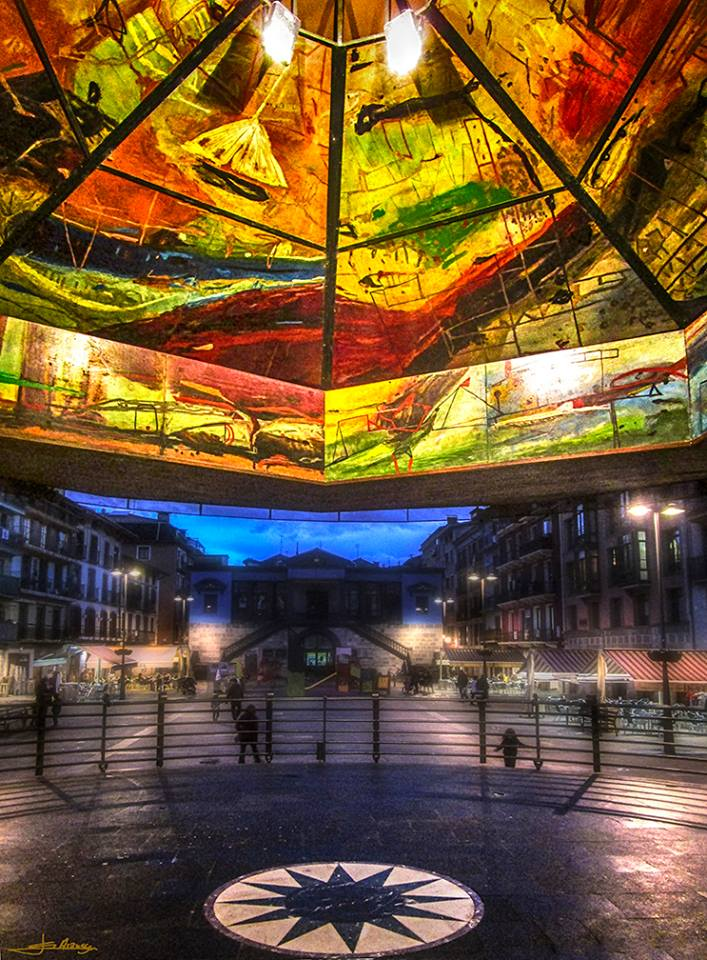
Mural de la Plaza Nueva de Tolosa. 2002.

Otros muchos murales en la cafetería Triángulo (Tolosa), en la sociedad Berazubi (Tolosa), en los bares Tívoli (San Sebastián), Egoki e Iheltsu (Tolosa) en la sidrería Albíztur (San Sebastián), en la joyería Angelita (San Sebastián).......

### Intervenciones urbanas
1984. Con los miembros del grupo Zut!.

### Logos
Galtzaundi euskara taldea, Uzturpe ikastola, Andia kultur taldea, Ibarlur, Anoeta Herri Ikastola, Erretengibel, Tolosaldeako mankomunitatea, Et Incarnatus, Lizardi elkartea, entre otros.

### Ilustraciones
Carteles. Para el concurso coral de Tolosa, Naturaldia, la Feria de Almoneda de Tolosa 1998, las jornadas Zumardi, las ferias especiales de Tolosa, la Fiesta de las escuelas rurales, etc.

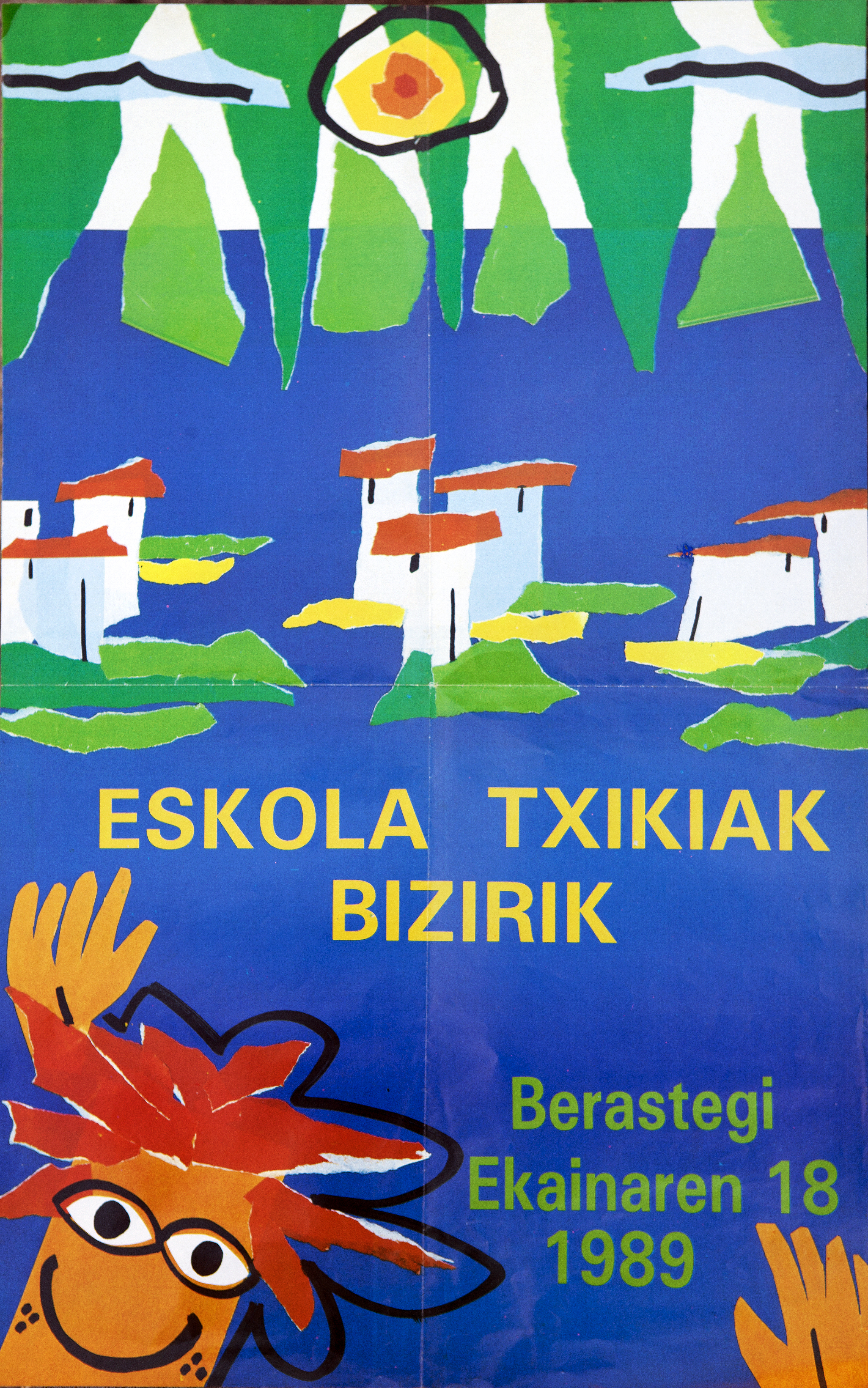
Cartel para las escuelas rurales de 1989

Ilustraciones para camisetas, casetes, calendarios (Galtzaundi) y portadas de CD, portadas de libros: Libro sobre la exposición de escultura contemporánea en Tolosa, "Kartapazioaren poemak" de Igerabide-Linazasoro, portada e ilustraciones del libro de Karlos Linazasoro "Besterik gabe Albina" (1990).
Varios dípticos, trípticos, postales navideñas.......
Serigrafías a favor de las asociaciones ciudadanas contra el SIDA, del movimiento Elkarri, del acto de agradecimiento de Egunkaria, etc.

### Escultura

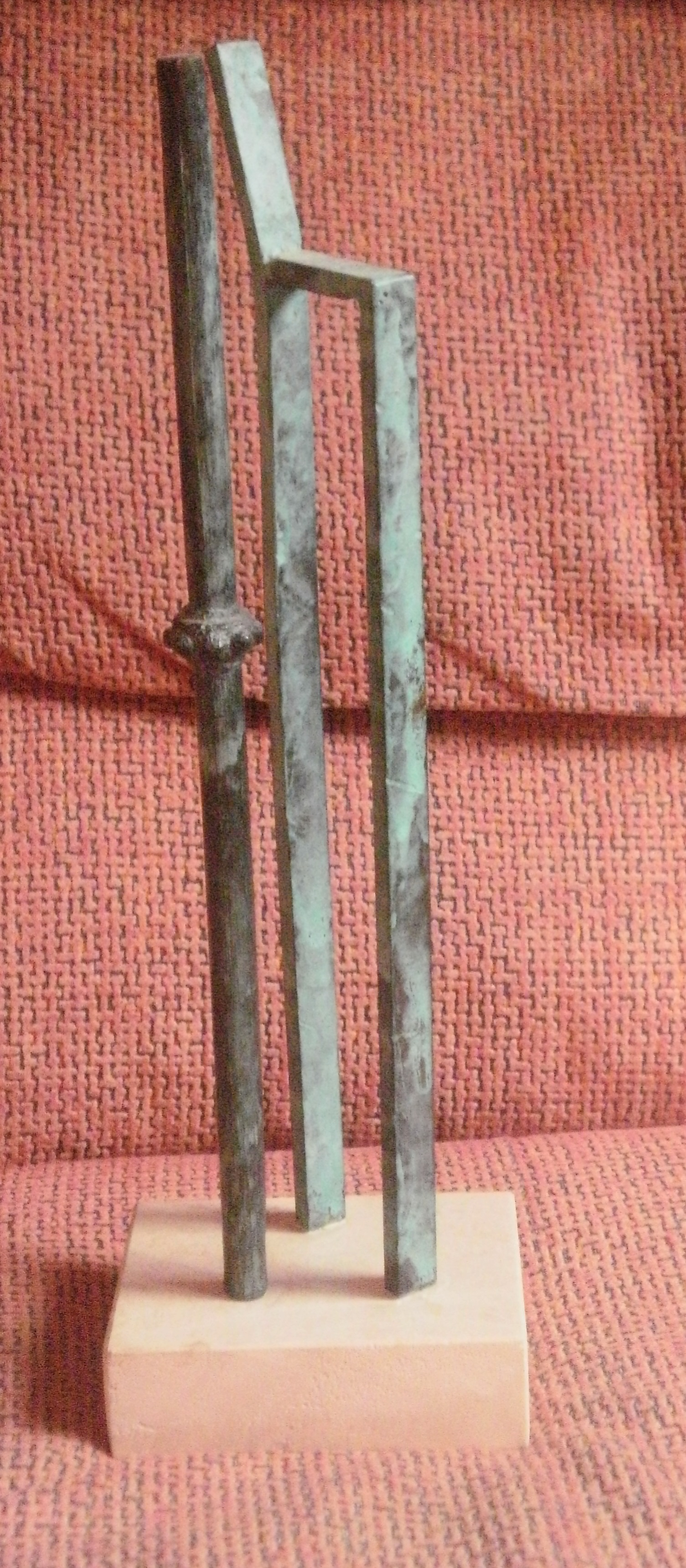
Recuerdo de ferias especiales de Tolosa

Diseño junto con J. L. Longaron de un recordatorio de las ferias especiales del Ayuntamiento de Tolosa.
Fundición del múltiplo “Pikuta hautsia”. Recuerdo para la fundación Talaia. (1998)
Piezas pequeñas de madera, barro o hierro.

### Trabajo en poliéster
Junto al resto de profesores de artes plásticas de la Casa de Cultura de Tolosa, creación del nacimiento de Tolosa y Anoeta, Galtzaundi y varios Olentzeros.

### Cine y escenografía
1988. Director de Producción en la película Crónica de las guerras carlistas de J. M. Tudiri.
1990. Responsable de vestuario y atrezzo de la película  El cura de Santa Cruz de J. M. Tuduri,  el documental sobre el batallón Gernika en 1996 y Vacas de Julio Medem.
Escenografía del concierto de Navidad de la Asociación de Belenes de Gipuzkoa (Victoria Eugenia-San Sebastián/ 1977), escenografía de la ópera Felipe Gorriti (Leidor-Tolosa /1978), concierto de Policones (Leidor-Tolosa/ 2002) y homenaje a Erkki Pohjola (Leidor- Tolosa/ 2010)

### Otras colaboraciones
Colaboración habitual a partir de los años 80 con CIT-ETT de Tolosa. Miembro del grupo de escultura de Tolosa.
Amigos de Praileaitz, ikastolas de Anoeta, Beasáin, Ibarra y Tolosa, Nafarroa oinez, Elkarri, Egunkaria, Galtzaundi euskara taldea, Ayuntamiento de Tolosa, Fundación Talaia, Urmara, Sociedad Veletas de Tolosa, Sociedad de  Berazubi de Tolosa, Fiestas de Iurramendi, etc.

## In memoriam
2013
- Exposición en la sede de EITB en Miramón.
- Exposición de pintura en el Kilometroak 2013 de Tolosa.
- Exposición de pintura en la gambara del Ayuntamiento de Alzo dentro de la XVII. edición de Olentzero  Jakinminez. ...
2014
- Varias de sus obras participaron en la exposición colectiva Mari!
- En el programa de la Semana de la Escultura de Tolosa:
+Iñaki Epelde (1958- 2013)  "Afición, oficio, pero sobre todo devoción..."  exposiciones en el Topic,  en el palacio Aranburu y en la galería GKO.
+ Exposición de Iñaki Epelde y Nisa Goiburu en la sala Kutxa-Boulevard de San Sebastián.
2016
- Exposición  de Iñaki Epelde dentro de la iniciativa Azken Muga.